# NASCAR Camping World Truck Series
NASCAR Camping World Truck Series – odbywające się od roku 1995, coroczne wyścigi półciężarówek NASCAR, które mają na celu wyłonienie zwycięzcy w tej kategorii wyścigów NASCAR.

## Zwycięzcy NASCAR CWTS
| Sezon |                 |                 |                    |
| ----- | --------------- | --------------- | ------------------ |
| 1995  | Mike Skinner    | Joe Ruttman     | Ron Hornaday Jr    |
| 1996  | Ron Hornaday Jr | Jack Sprague    | Mike Skinner       |
| 1997  | Jack Sprague    | Rich Bickle     | Joe Ruttman        |
| 1998  | Ron Hornaday Jr | Jack Sprague    | Joe Ruttman        |
| 1999  | Jack Sprague    | Greg Biffle     | Dennis Setzer      |
| 2000  | Greg Biffle     | Kurt Busch      | Andy Houston       |
| 2001  | Jack Sprague    | Ted Musgrave    | Joe Ruttman        |
| 2002  | Mike Bliss      | Rick Crawford   | Ted Musgrave       |
| 2003  | Travis Kvapil   | Dennis Setzer   | Ted Musgrave       |
| 2004  | Bobby Hamilton  | Dennis Setzer   | Ted Musgrave       |
| 2005  | Ted Musgrave    | Dennis Setzer   | Todd Bodine        |
| 2006  | Todd Bodine     | Johnny Benson   | David Reutimann    |
| 2007  | Ron Hornaday Jr | Mike Skinner    | Johnny Benson      |
| 2008  | Johnny Benson   | Ron Hornaday Jr | Todd Bodine        |
| 2009  | Ron Hornaday Jr | Matt Crafton    | Mike Skinner       |
| 2010  | Todd Bodine     | Aric Almirola   | Johnny Sauter      |
| 2011  | Austin Dillon   | Johnny Sauter   | James Buescher     |
| 2012  | James Buescher  | Timothy Peters  | Joey Coulter       |
| 2013  | Matt Crafton    | Ty Dillon       | James Buescher     |
| 2014  | Matt Crafton    | Ryan Blaney     | Darrell Wallace Jr |

## Nowicjusz roku
- 1996: Bryan Reffner
- 1997: Kenny Irwin Jr
- 1998: Greg Biffle
- 1999: Mike Stefanik
- 2000: Kurt Busch
- 2001: Travis Kvapil
- 2002: Brendan Gaughan
- 2003: Carl Edwards
- 2004: David Reutimann
- 2005: Todd Kluever
- 2006: Erik Darnell
- 2007: Willie Allen
- 2008: Colin Braun
- 2009: Johnny Sauter

## Sezony
NASCAR Camping World Truck Series : 2014 | 2013 | 2012 | 2011 | 2010 | 2009

NASCAR Craftsman Truck Series : 2008 | 2007 | 2006 | 2005 | 2004 | 2003 | 2002 | 2001 | 2000 | 1999 | 1998 | 1997 | 1996 | 1995